# Limonia aureolenta
Limonia aureolenta là một loài ruồi trong họ Limoniidae. Chúng phân bố ở miền Australasia.